# Germaneno

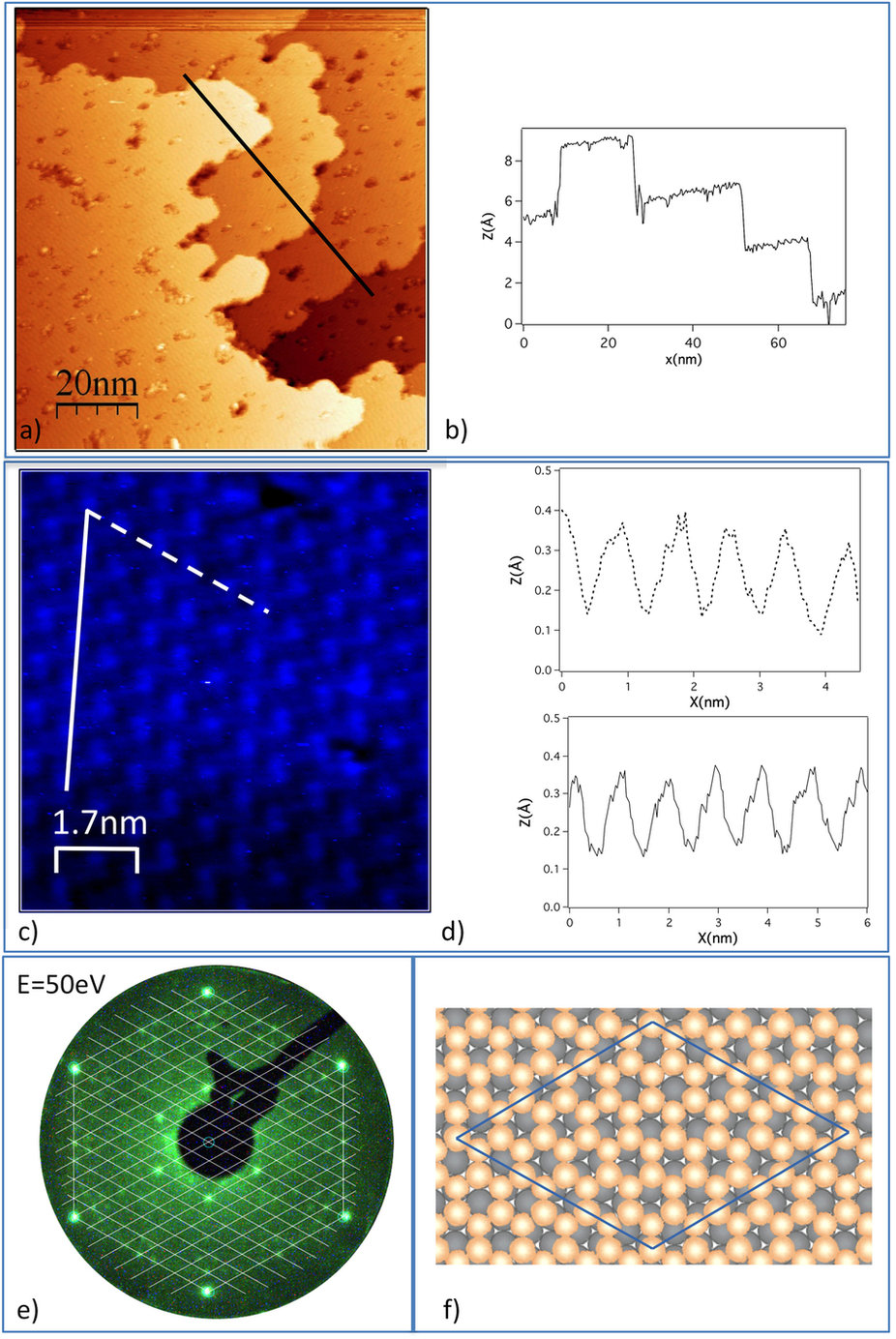
(a) imagen STM de germaneno. (b) Perfil [línea negra en (a)] que muestra alturas de paso de 3.2  ~Å. (c) Imagen STM de alta resolución (distorsionada por deriva de la muestra). (d) Perfiles a lo largo de líneas blancas continuas y discontinuas en (c) que muestran una separación de ~9–10  Å entre protrusiones de alturas de 0.2 ~ Å. (e) Patrón de difracción de electrones. (f) Modelo de germaneno en Au(111).

Germaneno es un material constituido por una sola capa de átomos de germanio, creado mediante un proceso similar al del siliceno y al del grafeno, al alto vacío y a temperatura elevada, para depositar una capa de átomos de germanio en un sustrato. Películas delgadas de alta calidad de germaneno han revelado estructuras bidimensionales ignotas de propiedades electrónicas novedosas aptas para aplicaciones de dispositivos semiconductores e investigación en ciencias de materiales.

## Preparación y estructura
En septiembre de 2014, G. Le Lay et al. informaron la deposición de una película multifase de un grosor de un átomo simple, ordenado y bidimensional, por crecimiento epitaxial por haces moleculares sobre una superficie de oro en una red de cristal con índices de Miller (111). La estructura fue confirmada mediante microscopía de efecto túnel (STM, sigla en inglés), que  reveló una estructura de aspecto muy similar al de un panal.

Hemos aportado evidencia convincente del nacimiento de germaneno, un nuevo, casi plano, sintético, alótropo de germanio, que no existe en la naturaleza. Es un nuevo primo del grafeno.
Guy Le Lay, Universidad de Aix-Marsella, New Journal of Physics

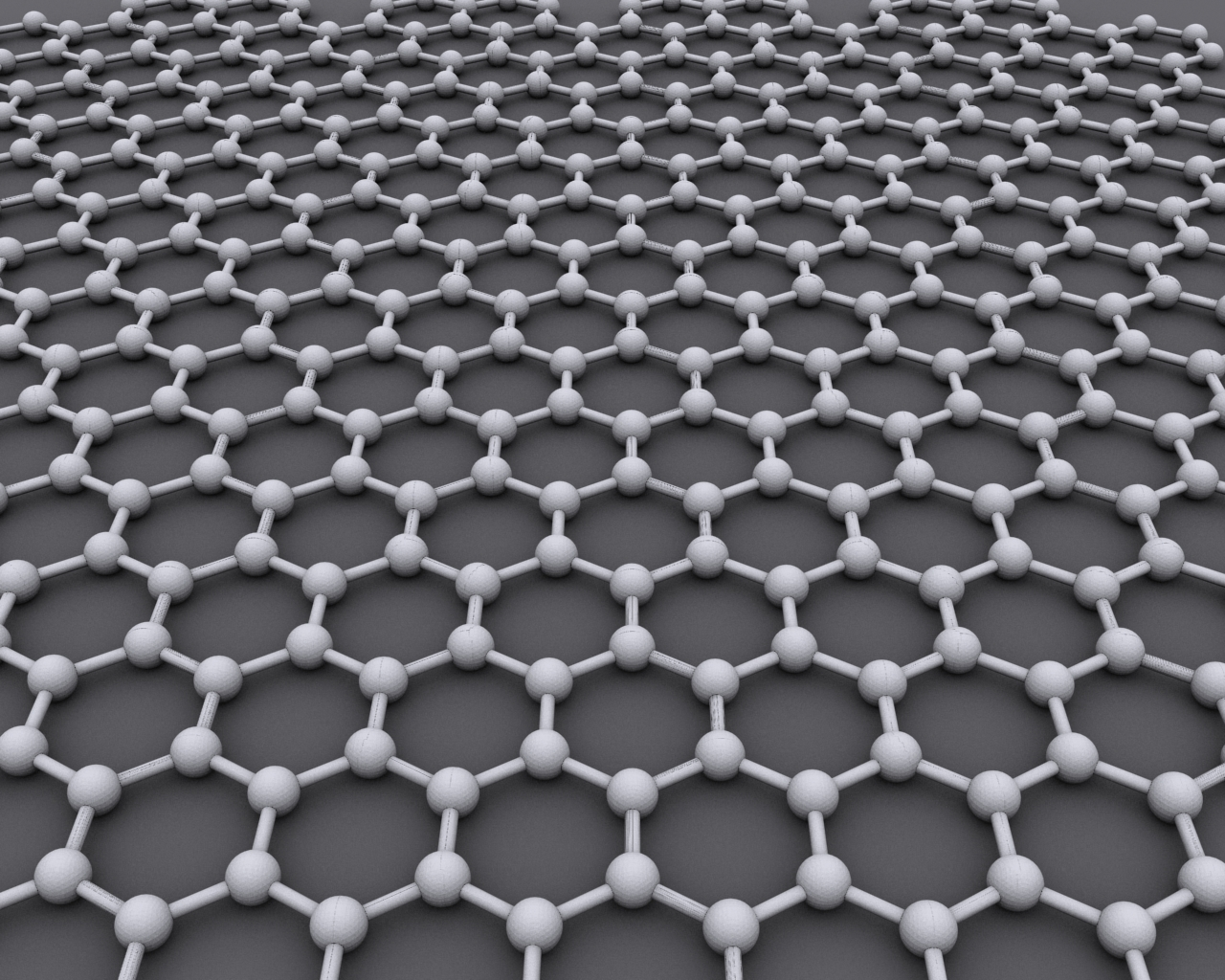
La estructura cristalina ideal del grafeno es una retícula hexagonal

Se obtuvo confirmación adicional mediante mediciones espectroscópicas y cálculos de teoría funcional de densidad. El desarrollo de películas de alta calidad de átomo simple y casi planas generó especulación de que el germaneno puede reemplazar al grafeno si no solamente añade una alternativa a las propiedades novedosas de nanomateriales relacionados.
Bampoulis et al. han informado la génesis de germaneno en la capa exterior de nanocristales de Ge2Pt. Imágenes de resolución atómica STM de germaneno en nanocristales de Ge2Pt revelan una estructura de panal aplanada. Esta red de cristal está compuesta por dos subredes hexagonales desplazadas 0.2 Å en la dirección vertical con respecto a cada una. La distancia del vecino más cercano era de 2.5±0.1 Å, en concordancia cercana con la distancia Ge-Ge en germaneno.
Basada en observaciones STM y cálculos de teoría funcional de densidad, se ha informado la generación de una forma aparentemente más distorsionada de germaneno sobre platino. También se ha demostrado crecimiento epitaxial de cristales de germaneno en GaAs(0001). Cálculos sugieren que interacciones mínimas permitirían remoción fácil del germaneno de este sustrato.
La estructura del germaneno se describe como «nanohoja aplanada bidimensional semejante al grafeno del grupo IV». Adsorción de germanio adicional a las hojas grafenoides conduce a la formación de unidades de «pesas», cada una con dos  átomos de germanio fuera del plano, uno en cada lado del plano. Las pesas ejercen atracción mutua. Rearreglos periódicos de las estructuras de pesas pueden conducir a fases estables adicionales de germaneno, con propiedades electrónicas y magnéticas alteradas.
En octubre de 2018, Junji Yuhara et al. informaron que el germaneno se prepara fácilmente mediante un método de segregación. Utilizando en un sustrato de Ge una película delgada de Ag no recubierta lograron in situ el crecimiento epitaxial. Se considera que, por un método de segregación, el crecimiento de germaneno, que es afín al grafeno y al siliceno, sea técnicamente muy importante, que facilitaría la síntesis y la transferencia de este altamente prometedor material electrónico 2D.

## Propiedades
Propiedades electrónicas y ópticas del germaneno se han determinado mediante cálculos ab initio, y propiedades estructurales y electrónicas de primeros principios. Estas propiedades confieren al material idoneidad para uso en el canal de transistor de efecto de campo de alto rendimiento  y han generado discusión con respecto al uso de monocapas elementales en otros dispositivos electrónicos. Las propiedades electrónicas del germaneno son sin precedente. Proporcionan una oportunidad rara de probar las propiedades de los fermiones de Dirac. El germaneno no tiene banda prohibida, pero sujetando un átomo de hidrógeno a cada átomo de germanio crea una. Estas peculiares propiedades son generalmente compartidas por el grafeno, el siliceno, el estaneno y el plumbeno.